# Andrena truncatilabris
Andrena truncatilabris är en biart som beskrevs av Morawitz 1877. Andrena truncatilabris ingår i släktet sandbin, och familjen grävbin. Inga underarter finns listade i Catalogue of Life.